# Большой Головин переулок
Большо́й Голови́н переу́лок (до 1906 года — Со́болев переу́лок) — улица в центре Москвы между Трубной улицей и Сретенкой. Расположен в Мещанском районе города.

## Происхождение названия
Прежнее название — Соболев переулок — получил по фамилии местного домовладельца. Своё нынешнее название получил в 1906 году по находившемуся в этом районе в середине XVIII века ведомству Московской полицмейстерской канцелярии капитана Ивана Головина. При этом переулок сразу получил определение Большой, чтобы отличить его от уже существующего Головина переулка, к которому добавилось определение Малый.
В 1980-х годах здесь располагался знаменитый винный магазин. Из-за него переулок прозвали — «Больной Головин».

## История
В дореволюционной Москве переулок имел репутацию злачного места, отнюдь не отличавшегося строгими нравами: сюда приезжали кутить, добропорядочные москвичи старались в этих местах не показываться. Существовало выражение: «Ходить на Соболя́», то есть посещать публичные заведения Соболева переулка. Здесь размещался публичный дом, которым владел Лука Григорьевич Стоецкий. Когда его имущество было описано за долги, с трудом нашёлся купец, согласный заниматься этим делом — не побоялся ездить в переулок лишь крупный торговец армянин Аршак Бакшиевич (Александр Борисович) Халатов.
А. П. Чехов, хорошо знавший окрестные места, описал переулок в рассказе «Припадок» (1888, для сборника памяти Гаршина), а в письме к А. С. Суворину, владельцу газеты «Новое время», спрашивал: «…отчего у Вас в газете ничего не пишут о проституции? Ведь она страшное зло. Наш Соболев переулок — это рабовладельческий рынок».

## Описание
Большой Головин переулок начинается от Трубной улицы и проходит на восток параллельно Последнему переулку слева и Пушкарёву переулку справа. Выходит на Сретенку напротив Малого Головина переулка.

## Примечательные здания и сооружения
По нечётной стороне:
- № 7 — Доходный дом (1907, архитектор А. Е. Антонов)[5]
- № 11 — Доходный дом (1912, архитектор С. Е. Антонов)[5]
- № 13, строение 2 — Группа компаний ТМИ;
- № 27а/17/28 — Городская купеческая усадьба (Кирьяковых) (конец XVIII — 1-я половина XIX века), объект культурного наследия регионального значения[6]. В начале 1860-х годов в доме жил композитор Н. Г. Рубинштейн; в здании проходили занятия музыкальных классов, послуживших основой Московской консерватории. В доме также жил скульптор С. М. Волнухин — автор памятника первопечатнику Ивану Фёдорову[6]. В настоящее время здание занимает Мещанское отделение Сбербанка России[7].

По чётной стороне:
- № 2 — объединение санаторно-курортных здравниц Тавросс; фонд развития экономических и гуманитарных связей «Москва-Крым»;
- № 16 — Доходный дом (1895, архитектор И. П. Немченко; надстроен в 1907 году архитектором А. Е. Антоновым)[5]
- № 20 — сквер. Ранее на этом месте стоял жилой дом (1879, архитектор И. Г. Гусев)[5]
- № 22, строение 1 — правозащитная организация Московская Хельсинкская группа.
- № 22 — Дом с «беременными» кариатидами (1875, предположительно работы архитектора Н. Воскресенского)[5]
- № 24 — Жилой дом кооператива Белорусско-Балтийской ж/д (1926, архитектор В.Попов)[8]